# Tvåfärgad myrfågel
Tvåfärgad myrfågel (Gymnopithys bicolor) är en fågel i familjen myrfåglar inom ordningen tättingar.

## Utseende och läte
Tvåfärgad myrfågel har rostfärgad ovansida och snövit undersida. På huvudet syns en ljusblå ögonring och en mörk ögonmask. Könen är lika. Lätena är fallande och grälande i tonen. 

## Utbredning och systematik
Tvåfärgad myrfågel delas in i fem underarter med följande utbredning:
- G. b. olivascens – låglänta områden mot Karibien från Honduras till västra Panama
- G. b. bicolor – östra Panama och nordvästra Colombia (Stillahavssluttningen i Chocó)
- G. b. daguae – Stillahavssluttningen i västra Colombia (södra Chocó till Cauca)
- G. b. aequatorialis – tropiska sydvästra Colombia (Nariño) och västra Ecuador
- G. b. ruficeps – tropiska centrala Colombia (Antioquia)

Tidigare betraktades den som underart till vitkindad myrfågel (G. leucaspis), då med det svenska namnet tvåfärgad myrfågel. 

## Levnadssätt
Tvåfärgad myrfågel hittas i högväxt skog. Där ses den nära marken, vanligen i par eller småflockar som följer svärmande vandringsmyror.

## Status och hot
Arten har ett stort utbredningsområde, men tros minska i antal, dock inte tillräckligt kraftigt för att den ska betraktas som hotad. Internationella naturvårdsunionen IUCN listar arten som livskraftig (LC).